# Keowee Key
Keowee Key est une census-designated place située dans le comté d'Oconee, dans l’État de Caroline du Sud, aux États-Unis. Lors du recensement de 2020, elle comptait 2 716 habitants.